# Anton Pann
Anton Pann (n. 1796, Sliven, Imperiul Otoman – d. 3 noiembrie 1854, București, Țara Românească) a fost un poet român de origine bulgară sau aromână, profesor de muzică religioasă, protopsalt, compozitor de muzică religioasă, folclorist, literat și publicist, compozitor al muzicii imnului național al României. A fost supranumit de Mihai Eminescu „finul Pepelei, cel isteț ca un proverb” în poemul Epigonii.

## Biografie
Anton Pann s-a născut în jurul anilor 1796-1798 în localitatea Sliven, Imperiul Otoman (astăzi în Bulgaria), un târg însemnat așezat la poalele versantului sudic al munților Balcani, pe malul stâng al râului Tundja.
Tatăl său era de meserie căldărar. El avea ca nume de familie Petrov și purta prenumele Pantelimon, uneori transcris „Pandele”, „Pantoleon” sau „Pantaleon”, cum afirmă într-un studiu Tudor Vianu. Din partea sa, George Călinescu presupunea că prin tatăl său, Anton Pann ar fi fost aromân de origine: „Cunoașterea miraculoasă a limbii noastre e un semn că era român (vlah curat ori cuțovlah), sau că venise aici în fragedă copilărie”. După Zaharia Matei, numele tatălui, Pantelimon Petrov, a devenit în românește Petroveanu, iar fiul și-a păstrat numele de Antonie Pantoleon Petroveanu (Petrovitul), cu care își semna manuscrisele până prin 1837.. Anumite organizații însă îl consideră ca pe unul dintre cei mai proeminenți artiști de origine romă. Această părere este împărtășită și de unii autori actuali  precum și în canale principale de mass-media. 
Datele legate de originea sa nu sunt în totalitate complete și exacte. Potrivit unor surse, mama sa, Tomaida, era de etnie greacă sau macedoneană.
Tatăl său moare devreme, în 1806, lăsând în urmă o văduvă și trei orfani. În aceste condiții grele, văduva Tomaida împreună cu cei trei băieți, trece în Basarabia și se stabilește la Chișinău. Acolo Antonie, în vârstă de 10 ani, intră în corul Bisericii mari din această localitate, unde rămâne până în 1812. Aici figurează sub numele de Antonie Pantelimonovici Petrov, învață limba rusă și își fixează vocația de psalt. Cei doi frați ai săi, înrolându-se în armia rusească, sfârșesc eroic în 1809 la asaltul Brăilei împotriva turcilor.
În iarna anului 1812, ajunge, împreună cu mama sa, la București. Deși avea numai 16 ani, înțelesese lecțiile dureroase ale vieții și ale războiului. Sărac și fără cunoștințe intră printre localnici, datorită vocii sale, mai întâi paraclisier la biserica Olari și cântăreț II (defteriu) la biserica „Cu Sfinți” de pe Calea Moșilor. Tot acum, Antonache (cum era alintat de mamă în copilărie), devine și ucenic al dascălului grec Dionisie Fotino. Astfel, dornic să-și îmbogățească cunoștințele, se înscrie „ca auditor” la „școala de muzichie” deschisă de Fotino, „scriitor erudit și compozitor muzical”, cunoscător perfect al muzicii orientale (1769-1821).
În 1816 părăsește această școală și se înscrie la școala deschisă de dascălul Petru Efesiul, unul din grecii pricepuți în muzica eclesiastică, care i-a transmis nu numai cunoștințele de bază ale artei muzicale, școală care funcționa pe lângă biserica Sf. Nicolae Șelari. Aici învață și meșteșugul tiparului, în tipografia aceluiași Petru Efesiul, iar în 1819 ajunge „director” al tipografiei și tipărește pentru întâia dată un Axion în românește, care, din nefericire, nu s-a păstrat în nici un exemplar.
În 1819, scaunul arhieresc din Capitală e ocupat de Dionisie Lupu, om luminat care inițiază o adevărată campanie de „autohtonizare” a vieții eclesiastice. Astfel, în 1820, la numai 23 de ani, Anton Pann este numit de Prea Sfințitul Dionisie Mitropolitul în comisia pentru traducerea cântărilor bisericești din grecește în românește, folosindu-se de noua semiologie hrisantică, dovadă că devenise un nume cunoscut în viața muzicii bisericești a epocii.
Tot în 1820, Anton Pann se căsătorește cu o fată săracă, pe nume Zamfira Agurezan. Din această căsătorie va avea un fiu, Lazăr, ajuns destul de târziu preot la Biserica Sfântul Visarion din București.
În timpul anului 1821 Anton Pann se refugiază la Brașov, după modelul boierilor, adăpostindu-se pe lângă Biserica Sf. Nicolae din Șchei, unde cânta la strană. Aici îl va cunoaște pe Ion Barac, celălalt colportor, traducător și tipograf de cărți populare din orașul de sub Tâmpa, cu care va lega o strânsă prietenie. După înăbușirea Zaverei, revine în București în primăvara anului 1822.
Reîntors în București, Anton Pann își continuă activitatea de tălmăcire a melodiilor de strană. Concomitent, Ieromonahul Macarie reușește să tipărească la Viena în anul 1823 primele cărți de cântări bisericești în limba română: Teoreticonul, Anastasimatarul și Irmologhionul, în tipografia călugărilor mechitariști (armeni).
În anul 1823 ajunge profesor de psaltichie la școala de cântări bisericești de pe Podul Mogoșoaia (astăzi Calea Victoriei).
În anii 1826-1827 își va desfășura activitatea ca „dascăl de muzichie” la școala de pe lângă Episcopia Râmnicului și cântăreț la biserica „Buna Vestire” din Râmnicu Vâlcea. Nu se cunoaște în ce împrejurări a ajuns în acest oraș; este foarte probabil să fi fost transferat aici disciplinar din pricina divorțului de prima soție sau la insistențele episcopului Neofit, sprijinitorul său la tipărirea cărților de cântări pe care le va da la lumină după anul 1840. În timpul șederii la Râmnicu Vâlcea, Anton Pann a locuit în imobilul din strada Știrbei Vodă (azi Muzeul memorial „Anton Pann”), aflat pe acea vreme la marginea orașului, pe drumul Cheii și al Olăneștilor. Este cea mai veche clădire din Râmnicu-Vâlcea, care mai păstrează stilul acestă de construcție curat românesc, cu specificul zonei vâlcene.
În activitatea sa de la Episcopie, Anton Pann a avut ca scop principal românizarea și modernizarea muzicii bisericești, dovadă fiind manuscrisele redactate, constând în cântări specifice cultului ortodox: polieleuri, axioane, doxologii. În același timp, preda lecții de muzică maicilor de la mănăstirile „Dintr-un Lemn” și „Surpatele”.

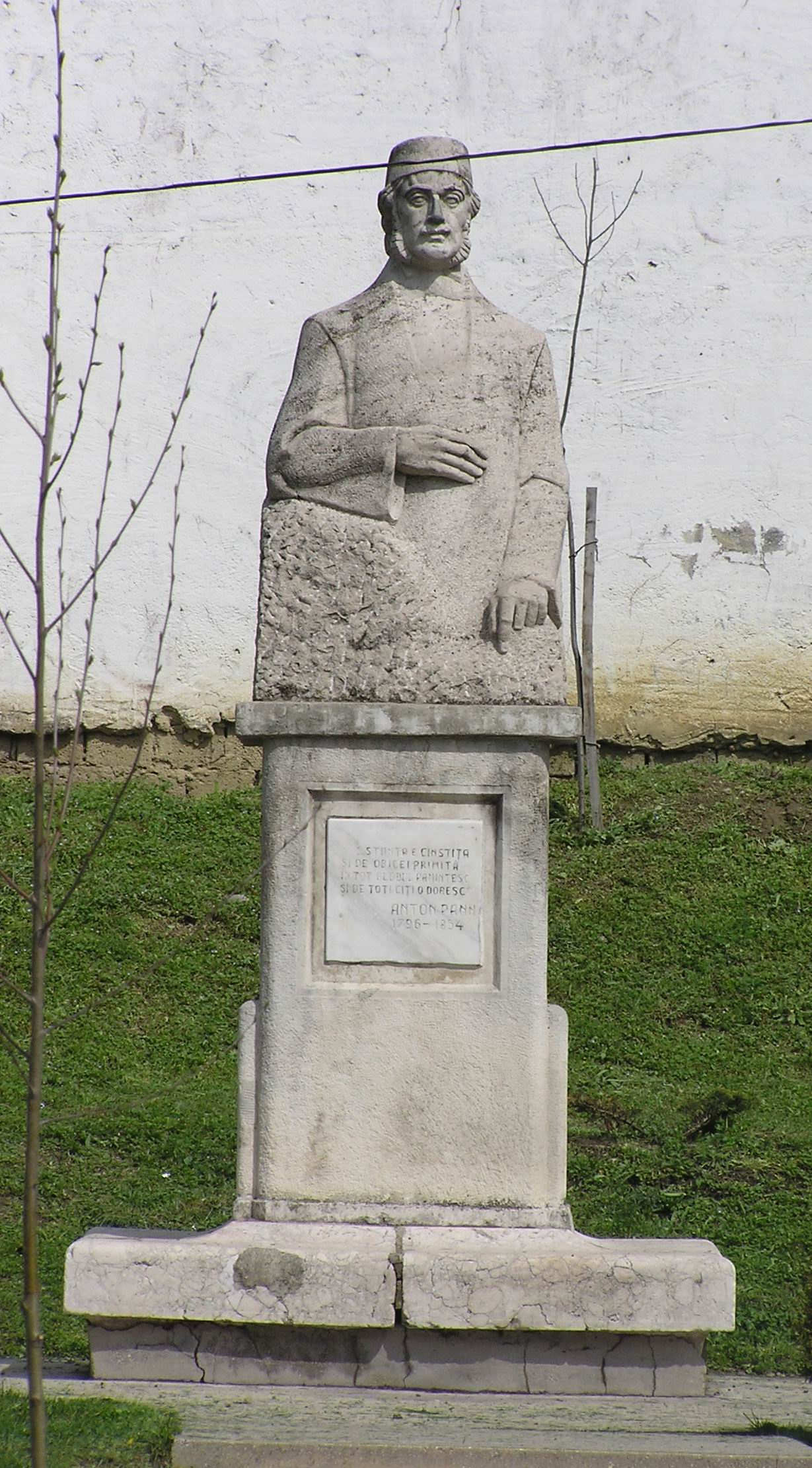
Statuia lui Anton Pann în Râmnicu Vâlcea

În anul 1830 deschide seria tipăriturilor sale cu conținut religios și laic. Acum va tipări lucrarea Versuri musicești ce se cântă la nașterea Mântuitorului nostru Is.Hs. și în alte sărbători ale anului. Aici se intitulează „profesorul de muzică al Școlii Naționale din București”. În afară de colinde și cântece de stea, lucrarea nu conține și melodiile propriu-zise, ci numai indicația de glas pe care se cântă aceste texte. În continuare, va publica alte cărți care conțin cântece de lume (Poesii deosebite sau cântece de lume, 1831) și lucrări cu caracter moralizator.
În anul 1838, moare mama sa, Tomaida. Rămânând singur pe lume, decide să se căsătorească din nou, de data aceasta cu o tânără de numai 18 ani, pe nume Ecaterina, fiica Aniței a lui Asanache, fost vinicer domnesc. În ciuda opoziției părinților, care vedeau diferența mare de vârstă dintre cei doi (26 de ani), căsătoria a avut loc la data de 10 februarie 1840, naș fiindu-i pitarul Tudorache Sfetescu. În această perioadă de revenire la normalul vieții de familie, Anton Pann ajunge prim cântăreț la Biserica Albă, unde va locui temporar, împreună cu soția sa, după care se vor muta în casa din mahalaua Bradului.
Perioada anilor 1840-1854 va fi prolifică sub aspect editorial-tipografic, autorul reușind să tipărească unele culegeri religioase și folclorice, să adauge multe alte lucrări și, în același timp, să ofere stranei românești, toate cărțile de cântări bisericești.
După douăzeci de ani de așteptare reușește să tipărească Noul Doxastar, tomul 1, în tipografia lui Constantin Pencovici, cu binecuvântarea noului mitropolit al Ungrovlahiei, Neofit, ales în scaun în iulie 1840. La scurt timp după înscăunarea mitropolitului Neofit, Anton Pann îi adresează o scrisoare în care îi dezvăluie îndelungata sa muncă de traducere și tălmăcire a principalelor cărți ale stranei, Doxastarul serdarului Dionisie Fotino, Irmologhionul sau Catavasierul grabnic și Heruvico-Chinonicarul.
Neavând sprijinul financiar necesar tipăririi acestor cărți, intenționa să ceară sprijinul mitropolitului Moldovei, Veniamin Costachi, însă, episcopul Chesarie al Buzăului l-a sfătuit să aștepte numirea unui nou mitropolit la București. Psaltul cere sprijinul mitropolitului Neofit la tipărirea Noului Doxastar, acesta decizând să se tipărească 30 de exemplare pentru Mitropolie și 10 exemplare pentru Episcopia Râmnicului.
În anul 1842, protopsaltul înaintează o cerere prin care solicită cu rugăminți mitropolitului Neofit să-l numească profesor de muzică la seminarul sfintei Mitropolii, ce urma să-și înceapă cursurile. Prin rezoluția din 26 iunie este numit în locul lui Constantin Chiosea, care încetase din viață.
În vara anului 1844 îl găsim la mânăstirea Tismana, ca oaspete al părintelui arhimandrit Spiridon, căruia îi dedică, în manuscris, slujba Adormirii Maicii Domnului. Această lucrare cu conținut didactic stă în strânsă legătură cu activitatea sa de profesor de seminar.
În anul 1846, va tipări: Poezii populare, Cântece de stea, ediția a III-a, Irmologhiu-Catavasier, Epitaful și Heruvico-Chinonicarul. Toate acestea, au fost scrise cu alfabet chirilic, în limba română, pe hârtie ordinară și de Olanda, cu diferența de preț cuvenită. Pentru Anton Pann, tipărirea de cărți nu era doar o treabă de negustorie, ci mai ales un mijloc de a-și răspândi lucrările sale de psaltichie, cu ajutorul cărora școlarii să poată înainta și să ajungă la o știință temeinică și folositoare, iar cântăreții să nu neglijeze cântarea ci să se desăvârșească în meșteșugul musichiei.
În anul 1847, tipărește unsprezece cărți, șase „politicești” și cinci cu cântări bisericești, respectiv: Heruvico-Chinonicar, tom I și II; Prescurtare din Bazul muzicii bisericești și din Anastasimatar; Rânduiala Sfintei și Dumnezeieștei Liturghii și Păresimier.
În anul 1848, anul revoluției de la Islaz, activitatea sa editorial-tipografică este mult mai redusă, reușind să dea la lumină doar patru cărți, dintre care două laice, una cu caracter religios, Cântece de stea, ediția a IV-a și Privighierul, care cuprinde cântările Vecerniei și Utreniei. În paralel cu munca didactică, o va desfășura și pe aceea de cântăreț la Biserica Kretzulescu, unde reușise să formeze un cor de tineri, plătiți cu câte 20 de lei pe lună.
Activitatea sa didactică a încetat în perioada 1848-1849, seminarul fiind închis și deschis ulterior, în anul 1851. În toată această perioadă va fi privat de anumite sume de bani, reprezentând leafa pe anii 1848, 1849 (cu doar șase luni) și 1850.
În 24 mai 1851, când s-a redeschis seminarul, Pann află cu uimire că nu mai figurează printre profesori, în locul său fiind numit, la clasa I de psaltichie ierodiaconul Calistrat, iar la clasa a doua de cântări, ierodiaconul Ironim. Tot acum va tipări un Tipic bisericesc, tradus din grecește împreună cu preotul Ioan Călărășanu de la Biserica Lucaci, dat la lumină în tipografia sa, cu binecuvântarea mitropolitului Nifon.
În anul 1852 tipărește alte cărți cu conținut politicesc. După o întrerupere de cinci ani, anul 1853 va fi benefic sub aspectul cărților muzicale bisericești. Acum va da la lumină tomurile II și III ale Doxastarului, tălmăcit din grecește în românește, după cel scris în sistema veche, al seradului Dionisie Fotino; Epitaful sau Prohodul Domnului, ediția a II-a, prelucrat și dat la lumină cu binecuvântarea mitropolitului Nifon și Antifoane ce se cântă la ecteniile serii, dimineții și ale Sfintei Liturghii.
În ciuda greutăților întâmpinare în ultimul său an de viață, 1854, reușește să tipărească mai multe cărți politicești și încă cinci lucrări de muzică bisericească: Mica gramatică teoretică și practică (cu caracter didactic), Irmologhiu-Catavasier, ediția a II-a, unde adaugă un model de recitare a Apostolului și a Evangheliei; Noul Anastasimatar, tradus și compus după sistema cea veche a serdarului Dionisie Fotino, La Sfânta Liturghie a lui Ioan Gură de Aur și La Sfânta Liturghie a Marelui Vasile.

### Decesul
Anton Pann a murit în ziua de 3 noiembrie 1854, la întoarcerea dintr-o călătorie prin Oltenia, de unde contractase o răceală puternică (tifos virulent). Este înmormântat la Biserica Sfântul Stelian (Lucaci) din București, din apropierea casei sale.
„
La mormânt ca să-mi rădice

Un stalp ca un monument

De marmură, să nu-i strice

Țaria vrun element.
Carele lucrat sa fie

Cvadrat și lucrat frumos,

Și pe dânsul să se scrie

Aceste versuri din jos
«Aici s-a mutat cu jale

În cel mai din urmă an

Care în cărțile sale

Se citește Anton Pann.

Acum mâna-i înceteaza,

Ce la scris mereu ședea,

Nopți întregi nu mai lucrează

La lumină cărți să dea.

Împlinindu-și datoria

Și talantul ne-ngropând,

S-a făcut călătoria,
Dând în lume altor rând.”

## Opera

### Cântecele de lume
Un pasionat colecționar de muzică românească, care a notat creații din repertoriul muzicienilor din perioada fanariotă. Pann a tipărit mai târziu unele din cele mai vechi piese muzicale de curte și cântece de lume inspirate din melosul bizantin si otoman. Acest lucru a fost însoțit de interesul său în alte tradiții muzicale: în practica sa bisericească, el a tradus și compus in tradiția imnologiei bizantine și a fost printre primii din generația sa care a folosit terminologia muzicală vestică în indicarea tempoului sau a elementelor de agogică. Anton Pann a fost și un interpret iscusit la cobză, lăută, chitară și la pianoforte, cântând în diverse momente, alături de tinerii boieri.
Dintre culegerile și creațiile sale muzicale se numără compoziții orientale, romanțe și cântece de lume printre care: „Bordeiaș, bordei, bordei”, „Inima mi-e plină”, „Mugur, mugurel”, „Până când nu te iubeam”, „Nu mai poci de ostenit”, „Leliță săftiță”, „Și noi la Ilinca”, „Unde-auz cucul cântând” sau „Sub poale de codru verde”.
Unele dintre acestea au apărut în volumul „Poezii deosebite sau cântece de lume”, primele în ediția din 1831, iar celelalte în ediția din 1837, în care acesta prezintă culegeri de cântece, după cum urmează în propria sa introducere: 
„Poezii deosebite sau cântece de lume, din care, unele sânt culese de alții, iar altele originale de Anton Pann.
Crez că la mulți va aduce mirare pornirea mea spre a da prin tipar la lumină niște poezii ca acestea. Știut fiind însă la cei mai mulți din obște că aceste poezii de multă vreme avându-le manuscrise, unele adunate de la alții și altele chiar de mine compuse, mai tot dauna aveam silă de către prieteni, a le da izvoade, și cu aciasta mi se pricinuia zăticnire dela alte lucruri mai folositoare.
Pentru ușurarea mea dar, și pentru a prietenilor mulțumire m-am îndemnat a le tipări. Primească, mă rog deocamdată aceste și văzând că sânt primite cu dragoste mă voiu îndemna ale da și altele.”
Altele din creațiile și culegerile sale au apărut în broșurile (șase la număr) „Spitalul amorului sau Cântătorul dorului”, în anul 1850, cu modurile cântărilor pe note psaltice. În introducerea lor, intitulată La Balamuc, Anton Pann transmite câte un mesaj, către cititori (referitor la titlul și însemnătatea publicației) și către domnii poeți ai poemelor noi care se adaogă la toată lumea (referitor la poeme și autori):
„Socotesc că nu fără cuviință am intitulat această ediție Spitalul Amorului, căci în coprinderea-i nu veți vedea decît plîngeri de inimi rănite, suspinuri de piepturi săgetate, tînguiri de dureri cumplite, oftări și tot felul de văitări din pricina amorului: întocmai ca într-un spital în care se află mulțime de ostași loviți în bătaie și răniți de tot felul de arme, care-și arată rănile și își spun durerile, cerînd ajutorul doftorilor. Pentru că acest Amor, copil nebun, fiu al Venerei, răzgîiat de-a sa mumă și crezut zburdarnic, în mînă cu arc și săgeți, cu neastîmpăr petrecându-și timpul totdeauna ca cu niște jucărele, întinde arcul și, aruncînd săgeți în toate părțile, răzbește și pătrunde inimi de tot felul de vîrste. (...) Săgetează pepturile, le înflăcărează sîngele și atît îi aruncă în călduri grozave, încît mulți își smintesc simțirile și se pomenesc ca cei lunatici în somn, și chiar deștepți, vorbind aiurea, neștiind cum și către cine. Ba încă unii rămîn smintiți pentru totdeauna, fără a-și mai putea găsi leacul, și din Spitalul Amorului ajung în Spitalul Nebunilor (la Balamuc). Alții cad în melancolie și încet-încet se topesc și-și sfîrșesc viața (...)
 Nu socotiți că pentru ca să mă fac stăpîn pe poemele Dumneavoatră am alăturat dintr-însele în aceste broșuri, ci numai ca se le fac nemuritoare, cumpuindu-le Melodia deocamdată pe note bisericești, ca să rămîie neuitate Modurile lor după veacuri: pentru care, după părerea mea, socotesc că nu mă veți învinovăți. Iar dacă nu vă voi însemna numele fiecăruia la poema sa, nu este vina mea, ci a celor ce le place să se facă plagiari și în locul numelui poetului subscriu pe al lor, spre a amăgi pe cei ce îi cred.”

### Compozitorul imnului național al României
Anul 1848 îl găsește pe Anton Pann la Râmnicu Vâlcea. Părăsise Bucureștii din pricina molimei de holera. La 11 iunie izbucnește ca o uriașă flacără Revoluția și se întinde în intreaga țară. Gheorghe Dem Theodorescu scrie în legătură cu acest eveniment că „Anton Pann lucra peste Olt pentru realizarea ideilor naționale și cânta triumful revoluțiunii printr-un imn, de care s-a vorbit în organele de publicitate ale epocii”. Este vorba de un document Nr. 1184 din 30 iulie 1848 și publicat în „Monitorul Roman” Nr. 14 din 26 august 1848, inserat în colecția „Anul 1848 în Principatele Române”, în care, la 30 iulie 1848, comisarul de propagandă al districtului Vâlcea, Dumitru Zăgănescu, fratele căpitanului de pompieri Pavel Zăgănescu, eroul bătăliei din Dealul Spirii, raporta Ministrului Treburilor din Lăuntrul Țării Românești, cadrul în care fusese sărbătorită revoluția în orașul Râmnicu-Vâlcea și care menționează și participarea lui Anton Pann: „Într-acest pompos constituțiu, aflându-se și d-lui Anton Pann, profesor de muzică, împreună cu câțiva cântăreți de aceeași profesie, au alcătuit o musică vocală cu nișce versuri prea frumoase puse pe un ton national plin de armonie și triumfal, cu care a ajuns entusiasmul de patrie în inimile tuturor cetățenilor”.
Evenimentul se petrecea joi, 29 iulie 1848, „într-o câmpie înconjurată cu arbori, ce este la marginea cetății”, adică actualul parc Zăvoi, prilej cu care s-a depus jurământul pe Constituție, s-au sfințit steagurile revoluției și s-a cântat „pentru prima dată în Țara Româneasca”, într-un cadru oficial, după afirmația lui Vasile Roman, viitorul Imn de stat al României (începând cu anul 1990), Deșteaptă-te, române!.
Anton Pann a fost cel care a pus pe muzică versurile poeziei „Un răsunet”, scrisă de Andrei Mureșanu prin 1842. Gheorghe Ucenescu, elev al lui Anton Pann și unul din admiratorii acestuia, ne relatează cum în casa poetului Andrei Mureșanu din Brașov, unde se întâlneau Nicolae Bălcescu, Ion Brătianu, Gheorghe Magheru, Cezar Bolliac și Vasile Alecsandri, cu toții fiind în căutarea unei melodii pentru poezia „Un răsunet”, cel care a găsit melodia „veche, tărăgănată”, dar devenită atât de vibrantă în posteritate, a fost Anton Pann. Vorbind despre poetul Andrei Mureșanu și despre poezia „Un răsunet” („Deșteaptă-te, române!”), George Călinescu numește această poezie „Marseilleza română”, iar pe Anton Pann îl consideră „acel Rouget de Lisle român”, comparându-l cu Claude Joseph Rouget de Lisle (1760-1836), ofițerul francez care a compus Marseilleza, imnul Revoluției franceze de la 1789.

### Scrieri
- Calendarul lui Bonifatie Setosul
- Versuri musicești
- Poezii deosebite sau cântece de lume (1831, 1837)
  - Călătoria
  - Însoțirea
  - Luniță luminătoare
  - Munților, fiți mărturii
  - La Rîmnic
  - Suflet altu n-are
  - Zădărnicia
- Îndreptătorul bețivilor (1832)
- Hristoitia sau școala moralului care învață toate obiceiurile și năravurile cele bune (1834)
- Noul Erotocrit (1837). Trad. din l. greacă a scrierii lui Dionisie Fotino (Viena, 1818)
- O poveste arabică din Halima (1839, 1854)
- Fabule și istorioare (1841)
  - Copaciul și dovleacul
  - Lupul, pocăit
  - Călătorul și ghinda
  - Cine știe carte are patru ochi
  - Nepotul împrumutat
  - Mortul înecat
  - Scumpul
  - Planul simigiului
  - Vînătorul
  - Toporul și văcșoara
  - Ciobanul și magarul
  - Feciorul moștenitor
  - Cîinile
  - De cînd ploaia cu cîrnații
  - Norocul și mintea
  - Șoarecile
  - Nu e nimic fără cusur
  - Cucul și privigatoarea
  - Tăcerea e ca mierea
  - Împrumutul
  - Lupul, țapul și varza
  - Ce zic oamenii de mine
  - Grădinarul pagupaș
  - Critica oamenilor
- Poezii populare și Calendare (1846)
- Marș de primăvară
- Memorialul focului mare (1847)
- Povestea vorbei (1847)
- Dialog în trei limbi, rusește, românește și turcește (1848)
- Pocăința omului dezmierdat sau vorbire între suflet și trup și osebite sfaturi folositoare trupește și sufletește (1849, 1854)
- Adiata
- Înțeleptul Archir și nepotul său Anadam (1850)
- Spitalul amorului sau Cântecul dorului (ed. I în 1850, ediția a II-a în 1852) – 6 broșuri
- O șezătoare la țară sau Călătoria lui Moș Albu (1851)
- Versuri sau Cântece de stea
- Cântătorul beției. Care cuprinde numele bețivilor și toate faptele care decurg din beție
- Triumful beției sau Diata ce o lasă un bețiv pocăit fiului său (1852)
- Năzdrăvăniile lui Nastratin Hogea (1853)
- Povești și angdote versificate (1854)
- De la lume adunate și iarăși la lume date
- Bazul teoretic și practic al muzicii bisericești sau Gramatica melodică (1846)
- Mică gramatică muzicală teoretică și practică
- Carul frânt – Nevoia învață pe om
- Țermonia unui bătrân
- Astrologia

## In memoriam
Mihai Eminescu a pus, în poezia „Epigonii”, acea inscripție nemuritoare pe mormântul literar al lui Anton Pann: „S-a dus Pann, finul Pepelei, cel isteț ca un proverb”, ca și cum acesta l-ar fi avut naș pe însuși Pepelea, personajul snoavelor și povestirilor populare românești, înrudit cu Păcală și întruchipând istețimea, umorul și perspicacitatea.
Monumente ridicate în memoria lui Anton Pann:
- Bustul lui Anton Pann din București
- Statuia lui Anton Pann din Râmnicu Vâlcea
- Casa Memorială „Anton Pann” din Râmnicu Vâlcea
- Casa Memorială „Anton Pann” din București[47]

Școli și străzi care îi poartă numele:
- Școala Gimnazială Anton Pann din Râmnicu Vâlcea
- Școala Gimnazială Anton Pann din Ploiești
- Școala Gimnazială Anton Pann din Brăila
- Școala Gimnazială Anton Pann din Voluntari, jud.Ilfov
- Strada Anton Pann, în București, Sectorul 5[48]
- Strada Anton Pann, în Sliven, Bulgaria[49]
- Strada Anton Pann din Tulcea, jud. Tulcea
- Strada Anton Pann din Chișinău, Republica Moldova
- Strada Anton Pann din Roman, jud. Neamț
- Strada Anton Pann din Scheii Brașovului, jud. Brașov
- Strada Anton Pann din Sibiu, jud. Sibiu